# Cluis
 Cluis  es una población y comuna francesa, en la región de  Centro, departamento de Indre, en el distrito de La Châtre y cantón de Neuvy-Saint-Sépulchre.

## Demografía
| 1594 | 1516 | 1448 | 1311 | 1196 | 1063 |
| Para los censos de 1962 a 1999 la población legal corresponde a la población sin duplicidades (Fuente: INSEE [Consultar]) |      |      |      |      |      |